# Přebor Středočeského kraje 2012/2013
Přebor Středočeského kraje (jednu ze skupin 5. fotbalové ligy) hrálo v sezóně 2012/2013 16 klubů. Vítězem se stalo mužstvo TJ Slavia Louňovice.

## Systém soutěže
Kluby se střetly v soutěži každý s každým dvoukolovým systémem podzim–jaro, hrály tedy 30 kol.

## Nové týmy v sezoně 2012/13
- Po ČFL se přihlásil do Přebor Středočeského kraje tým Sokol Ovčáry.
- Z I. A třídy postoupila mužstva TJ Sokol Nová Ves pod Pleší (vítěz skupiny A), SK Spartak Příbram (4. místo ve skupině A), Sokol Klecany (vítěz skupiny B), FK Bohemia Poděbrady (2. místo ve skupině B), FK Dlouhá Lhota (3. místo ve skupině B), AFK Sokol Semice (6. místo ve skupině B) a FC Jílové (7. místo ve skupině B).

## Výsledná tabulka
| Poř. | Tým                         | Z  | V  | R | P  | VG | OG | B  |
| ---- | --------------------------- | -- | -- | - | -- | -- | -- | -- |
| 1.   | TJ Slavia Louňovice         | 30 | 23 | 4 | 3  | 59 | 19 | 73 |
| 2.   | Sokol Ovčáry                | 30 | 21 | 7 | 2  | 74 | 21 | 70 |
| 3.   | TJ Sokol Nová Ves pod Pleší | 30 | 19 | 3 | 8  | 84 | 35 | 60 |
| 4.   | TJ Tatran Rakovník          | 30 | 16 | 3 | 11 | 66 | 52 | 51 |
| 5.   | SK Benátky nad Jizerou      | 30 | 15 | 5 | 10 | 63 | 51 | 50 |
| 6.   | TJ Sokol Dobřichovice       | 30 | 15 | 3 | 12 | 72 | 48 | 48 |
| 7.   | FK Čáslav B                 | 30 | 14 | 5 | 11 | 51 | 46 | 47 |
| 8.   | SK Polaban Nymburk          | 30 | 12 | 5 | 13 | 47 | 59 | 41 |
| 9.   | Český lev-Union Beroun      | 30 | 11 | 8 | 11 | 52 | 60 | 41 |
| 10.  | TJ Tatran Sedlčany          | 30 | 11 | 3 | 16 | 60 | 69 | 36 |
| 11.  | Sokol Klecany               | 30 | 8  | 9 | 13 | 38 | 54 | 33 |
| 12.  | SK Spartak Příbram          | 30 | 9  | 5 | 16 | 43 | 56 | 32 |
| 13.  | AFK Sokol Semice            | 30 | 9  | 4 | 17 | 55 | 93 | 31 |
| 14.  | FK Dlouhá Lhota             | 30 | 7  | 7 | 16 | 43 | 65 | 28 |
| 15.  | FC Jílové                   | 30 | 6  | 6 | 18 | 54 | 80 | 24 |
| 16.  | FK Bohemia Poděbrady        | 30 | 4  | 3 | 23 | 22 | 75 | 15 |

Poznámky:
- Z = Odehrané zápasy; V = Vítězství; R = Remízy; P = Prohry; VG = Vstřelené góly; OG = Obdržené góly; B = Body
- TJ Sokol Dobřichovice odstoupil z Přebor Středočeského kraje do I. B třída Středočeského kraje.

|  | Postup do příslušné Divize (A, B nebo C) |
|  | Sestup do příslušné I. A třídy           |